# Лингвокультурная общность
Лингвокультурная общность, также лингвокультура (англ. Linguistic and cultural community) — термин, обозначающий народ, объединённый языком и культурой (как в историческом, так и в актуальном планах); единство народа, его языка и культуры.
Лингвокультурную общность обычно связывают с этносом. К признакам этноса относятся: общность происхождения, общность исторических судеб, общность культурных ценностей и традиций, общность языка, эмоциональных и символических связей, общность территории. В свою очередь лингвокультурная общность является совокупностью целостных языковых личностей. Принадлежность к той или иной лингвокультурной общности определяется степенью сформированности лингвокультурной компетентности личности. Особенностями лингвокультурной общности являются лакуны. Национальный менталитет каждой лингвокультурной общности имеет свои отличительные черты.
Лингвокультурная общность задана социальной взаимосвязью людей с помощью вербальной и невербальной коммуникации, а также отражает повседневную форму их объединённой идентичной жизнедеятельности.
В каждой лингвокультурной общности существуют определённые коммуникативные нормы — коммуникативные правила, обязательные для выполнения в данной лингвокультурной общности (например, приветствие знакомого, благодарность за оказанную услугу и т. д.). Благодаря им личности, принадлежащие данной лингвокультурной общности, могут беспрепятственно взаимодействовать.
В отечественном языкознании некоторые лингвокультурологические идеи впервые реализовались в работах А. А. Потебни. Познавательная функция языка определяется как важнейшая и является детерминантой лингвистической концепции А. А. Потебни и его знаковой теории (См., например, Потебня 1913): «язык есть средство познания», «известная система приемов познания». В данном случае язык выступает как способ создания и преобразования мысли. Этот алгоритм у каждого народа свой, поэтому целостное представление о языке может быть получено только при взаимосвязанном рассмотрении его функций: коммуникативной (средство общения), когнитивной (познавательной, мыслительной) и других.
Изображение коммуникативного поведения определённой лингвокультурной общности является частью страноведения, потому как частично включает описание фактов этикета, национальных традиций коммуникации и т. д. Навыки в области коммуникативного поведения необходимы для динамичной повседневной коммуникации с носителями той или иной национальной культуры.
Лингвокультурные убеждения и взгляды личностей гармонируют благодаря диалектике языка и мышления как отражения мира в сознании людей. Языковые и лингвокультурные мировоззрения также имеют ряд различий в силу своих функциональных особенностей. Поэтому каждый народ обладает собственными культурными традициями: разрешениями, запретами, обыденными действиями, этикетом и многими другими.
Коммуникативное поведение какой-то определённой лингвокультурной общности пока ещё не становилось предметом какого-либо системного описания. Это связано как с невыработанностью теории и методики такого описания, так и с тем, что до сих пор неизвестно, представители какой науки будут наиболее компетентны в данном вопросе.
Зачастую в обществе существует определённая коммуникативная норма, однако представители данной лингвокультурной общности ей не следуют.
Как известно, в любой лингвокультурной общности есть и такие личности, которые придерживаются коммуникативных норм других коммуникативных культур. Так, например, среди русской лингвокультурной общности есть люди с явными признаками западного или восточного коммуникативного поведения.
В разных лингвокультурных общностях по-разному относятся к процессу спора с собеседниками. Наибольшие различия наблюдаются в общении с начальством, в официальном общении и в общении с детьми. Существенные различия имеются и в коммуникации учителя с учениками, преподавателя со студентами.
Из этого следует, что набор привычных стандартов определённой лингвокультурной общности, основанный на знании, определяет способ восприятия родной и иной действительности, и, тем самым, диктует линии поведения. Таким образом, формируется «треугольник ментальности», состоящий из знания, поведения и отношений.
Классическим примером лингвокультурной общности может послужить любой небольшой город, но социолингвист Уильям Лабов утверждает, что большой мегаполис, такой как Нью-Йорк, тоже можно назвать одним из примеров лингвокультурной общности.

## Роль вербального и невербального языка
В пределах той или иной культуры невербальные элементы наравне с вербальными обладают самоценностью и являются значительной составляющей смысловой нагрузки текста. Возможно, именно поэтому наличие невербального элемента, в особенности такого, как видеоряд, облегчает задачу восприятия информации ввиду общности биологических (физиологических, эмоциональных и т. д.) человеческих характеристик, которые присущи представителям любой лингвокультурной общности. Однако эта же самоценность может стать определённым препятствием в восприятии или привести к нарушениям в коммуникации, поскольку невербальный элемент наиболее точно отражает нередко неосознаваемые различия в «технологии общения» Сорокина Ю.А. и Тарасова Е.Ф., которые и составляют национальную специфику лингвокультурной общности.
Внимание к национальному своеобразию языка жестов и повседневного поведения, сопряженные с культурой лингвокультурной общности, с её обычаями, привычками, этическими, нравственными нормами, выражается в разнообразных описаниях и межкультурном соотнесении невербального аспекта культур. Нетрудно представить ситуацию, в которой носитель определённой лингвокультурной общности оказывается неспособен понять не только слова, но и поведенческие нормы, относящиеся к предшествующему этапу исторического развития его народа.

## Искусство
В искусстве особенности лингвокультурной общности также играют важную роль. Известны случаи, когда драматург, работая с переводчиками пьесы на другие языки, создает различные варианты одного и того же произведения, учитывая национально-культурную специфику определённой лингвокультурной общности. Например, пьеса «Дуэль» киргизского автора М. Байджиева существует в двух вариантах: один — для киргизского зрителя, другой — для зрителя, чье восприятие сформировано широким контекстом русского языка и культуры. То есть в пьесе предусмотрены равнозначные замены и культурологические варианты, начиная от бытовых деталей и заканчивая двумя различными финалами постановки. Или спектакль «Плохие евреи» театра «Шалом». Для российского зрителя пьеса была адаптирована: в ней появились понятные нашему обществу реплики и шутки, изменились некоторые сценографические решения. В сравнении с американскими вариациями — снизился градус эпатажа, однако сценическое действо в целом сохранило характеристики провокационного.